# Ambrósio Fernandes Brandão
Ambrósio Fernandes Brandão (Portugal, 1555 — 1618) foi um senhor de engenho e escritor português, que viveu no Brasil Colonial entre os séculos 16 e 17 e deixou a célebre obra Diálogos das grandezas do Brasil, na qual narra sua estada em terras brasileiras. Cristão-novo perseguido pela Inquisição, Brandão estabeleceu-se na Paraíba, onde escreveu esses diálogos e onde também foi senhor de engenho, além de um dos feitores ou escrivães de Bento Dias Santiago de Pernambuco e Itamaracá. Capistrano de Abreu, a quem se deve a comprovação da autoria da obra, deu relevo aos aspectos humanísticos e científicos da narrativa de Brandão.

## Explorador-historiador

### Acusação e viagem ao Brasil
Nascido em 1555, Ambrósio residiu em Lisboa e foi acusado da  prática de judaísmo. Na denúncia consta que todas as pessoas de sua família eram letradas, desde a esposa, Ana, até a irmã, Joana Batista, e o filho, Duarte. Embora ele tenha sido denunciado perante a Mesa do Santo Ofício em 8 de outubro de 1591, não há, contudo, notícia de que tenha sido processado pela Inquisição. 
Após a denúncia, ele viajou para o Brasil, onde viveu durante vinte e cinco anos, primeiro em Olinda (de 1583  a 1597), depois na Paraíba como senhor de engenho (de 1607 a 1618), segundo frei Vicente do Salvador narrou em seus escritos: «Antes de 1613 estabeleceu-se na Paraíba (...). No Brasil, como cristão novo, Ambrósio foi denunciado pelo padre Francisco Pinto Doutel, vigário de São Lourenço, perante a Mesa do Santo Ofício, na Bahia, a 8 de outubro de 1591, acusado de frequentar a esnoga de Camarajibe.

### Livro célebre

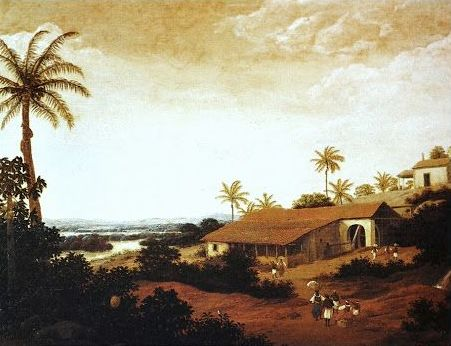
Engenho de cana-de-açúcar em Pernambuco, pelo pintor neerlandês Frans Post (século XVII). Ambrósio Fernandes foi senhor de engenho e encontrou esse tipo de paisagem na época em que viveu no Brasil.

Em 1618 ele conclui a obra Diálogos das grandezas do Brasil, cuja escrita em forma de diálogo era bastante comum na Europa desde a Renascença. Sobre tal obra, o historiador José Honório Rodrigues em seu livro História da história do Brasil teceu as seguintes considerações:
A crônica mais positiva, a descrição mais viva, o flagrante mais exato da vida, da sociedade, da economia dos moradores do Brasil.
Francisco Adolfo de Varnhagen descobriu o texto do livro na Biblioteca de Leida, nos Países Baixos, da qual fez uma cópia em 1874 que serviu para a publicação brasileira de 1930, por iniciativa da Academia Brasileira de Letras, com introdução de Capistrano de Abreu e notas de Rodolfo Garcia. Num dos trechos do livro, confrontado pelo seu interlocutor do porquê de no Brasil haver tanta plantação de cana-de-açúcar, em detrimento de outras culturas, Fernandes Brandão relata:
(...) no Brazil seus moradores se ocupam somente na lavoura das canas-de-açúcar, podendo-se ocupar em outras muitas cousas. (...) a terra é disposta para se haver de fazer nela todas as agriculturas do mundo pela sua muita fertilidade, excelente clima, bons céus, disposição do seu temperamento, salutíferos ares e outros mil atributos que se lhe ajuntam.»
Tal obra só viria a ser formalmente publicada mais trezentos anos após escrita por influência do historiador Capistrano de Abreu.